# Застава (роман, 2013)
«Застава» — роман российского писателя-фантаста Сергея Лукьяненко, первый из межавторского цикла «Пограничье», рассказывающего о вымышленном мире Центрума. Роман был завершён в июне 2013 года и впервые опубликован издательством «АСТ» в ноябре того же года.
Действие романа происходит в нашем мире и мире Центрума, проход в который может открыть каждый, если сумеет понять, как это сделать. Главный герой Иван Переславский случайно попал в Центрум и решил остаться там пограничником. Однажды всю заставу арестовывают, и пограничники выясняют, что среди них есть агент из другого мира, который стремится уничтожить на Земле всю пластмассу и нефть, что отбросит её развитие на сотню лет в прошлое. Ивану удаётся помочь определить, кто является этим агентом, и спасти свой мир от «высокомолекулярной чумы».
В 2014 году роман был отмечен премией «Созвездие Большой Медведицы» ежегодного крымского фестиваля фантастики «Созвездие Аю-Даг». В 2015 году на конференции «РосКон» был удостоен премии в номинации «Межавторский проект».

## Сюжет
В прошлом главный герой, Иван Переславский, попадает в другой мир — Центрум, являющийся центральным миром по отношению к Земле и прочим мирам, окружающим Центрум как лепестки ромашки. Попасть в этот мир может каждый, если сумеет открыть проход, который у каждого открывается по-разному. В результате того, что более ста лет назад в Центруме случилась «высокомолекулярная чума», в нём нет пластмассы и нефти, так как они быстро разлагаются. Основная версия случившегося — диверсия из другого мира — «Очага». Ивана находит один из пограничников и предлагает присоединиться к местной шестнадцатой пограничной заставе Клондала. В результате, он там становится седьмым пограничником, получив прозвище Ударник. В настоящем, начальник заставы Старик собирает своих пограничников на Земле, чтобы предупредить об опасности в Центруме. Главный штаб корпуса пограничной стражи приказал арестовать всю заставу без объяснения причин. Пограничники решают вернуться и разобраться. Однако, первых четверых вернувшихся захватывают и отправляют на поезде в штаб. Иван с остальными находит разгромленную заставу и принимает решение освободить друзей.
За помощью пограничники обращаются к наёмникам во главе с Эйжел, подругой Ивана. Так как нападать на штаб бессмысленно, то принимается решение догнать поезд и отбить пленников. Однако, когда им удаётся обогнать поезд, Эйжел сдаёт их начальнику ближайшей станции. В итоге, всех пограничников и Эйжел везут в закрытом вагоне под охраной в штаб. Выясняется, что одного из пограничников подозревают в работе на Очаг, агенты которого планируют запустить на Земле вирус, который в своё время уничтожил пластмассу и нефть в Центруме. Кто-то распыляет усыпляющий газ, и когда пленники приходят в себя, то находят убитых охранников и раненую Эйжел. Это подтверждает версию, что среди них агент Очага. В штабе всем устраивают допрос. Так как портал Ивана неудобный, ему разрешают поговорить со всеми и показывают детонатор, который контрабандист нес на Землю. В разговоре Эйжел выдаёт себя, после чего предпринимает попытку завладеть детонатором. Следует взрыв в предварительно заминированной комнате с детонатором. Всех остальных отпускают. Однако, агенту Очага Эйжел удалось выжить, и она штурмует заставу, где находится запасной детонатор. Обезвредив пограничников, Эйжел заставляет Ивана провести её на Землю. Выясняется, что то устройство, которое все считали детонатором, на самом деле является бомбой. Ивану удаётся остановить Эйжел, помешав ей распространить «высокомолекулярную чуму» на Земле.

## Создание и издание

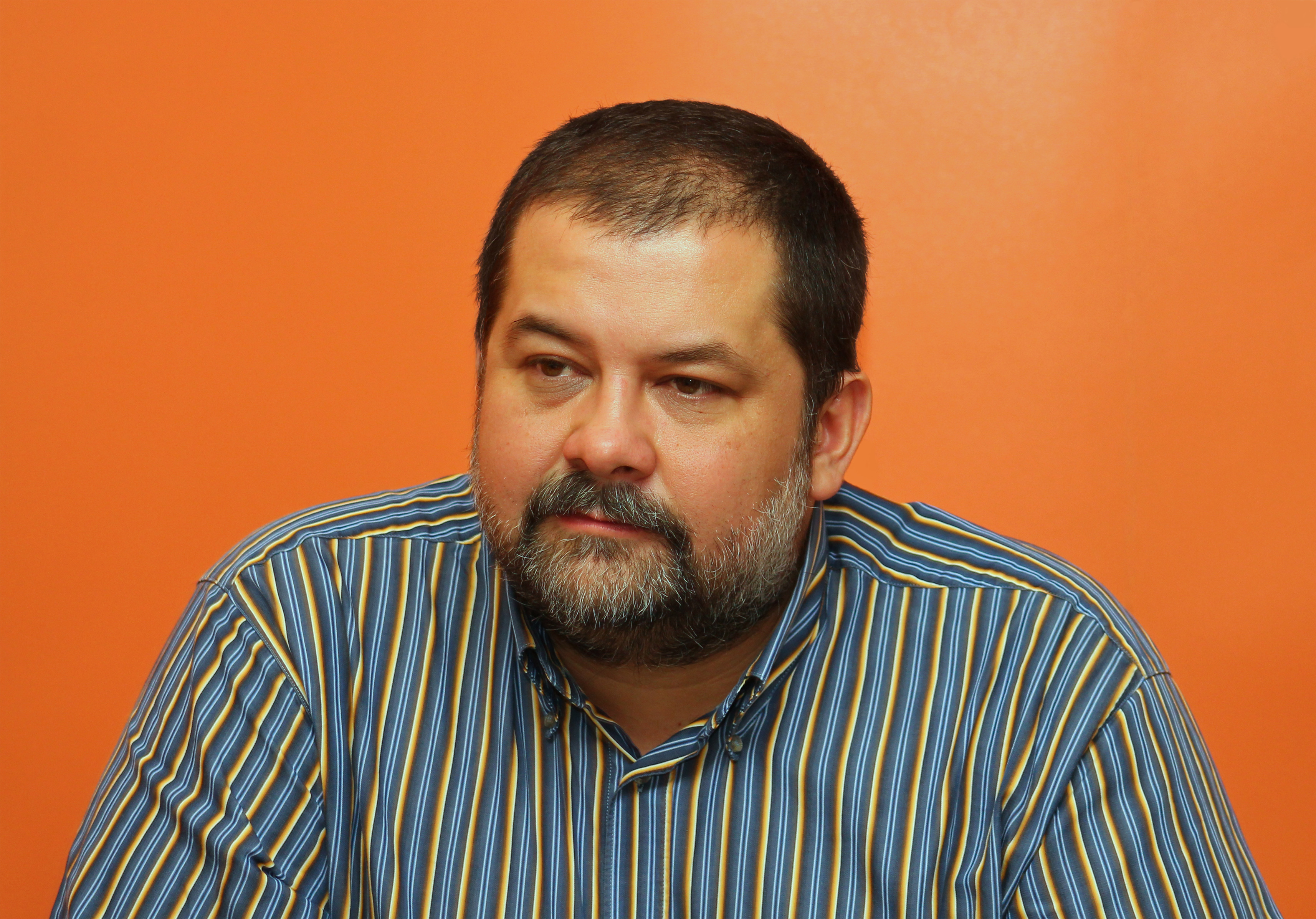
Сергей Лукьяненко

Роман появился в продаже с 1 ноября 2013 года. На презентации романа Сергей Лукьяненко сказал, что это будет начало для целой серии книг. При этом по вселенной романа планируется межавторский цикл, в котором смогут принять участие все желающие авторы. «Ничего не поделаешь, мы, так или иначе, живем в эпоху сериальности», — заметил по этому поводу писатель. На момент выхода первого романа уже были запланированы книги: «Реверс» — в соавторстве с Александром Громовым, «Самоволка» — в соавторстве с Михаилом Тыриным и «Рекрут» в соавторстве с Владимиром Васильевым.
| Год  | Издательство | Место издания | Серия      | Тираж | Примечание                        | Источник |
| ---- | ------------ | ------------- | ---------- | ----- | --------------------------------- | -------- |
| 2013 | АСТ          | Москва        | Пограничье | 80000 | Иллюстрация на обложке А. Фереза. | [ 3 ]    |

## Критика и оценки
Лаборатория Фантастики

 Goodreads
В 2014 году роман был отмечен премией «Созвездие Большой Медведицы» ежегодного крымского фестиваля фантастики «Созвездие Аю-Даг». В 2015 году на конференции писателей, работающих в жанре фантастики, «РосКон», роман Сергея Лукьяненко «Застава» был удостоен премии в номинации «Межавторский проект». Помимо этого, в 2015 году роман номинировался на премии «Чаша Бастиона» и «Иван Калита» литературно-практической конференции, которую с 2001 года проводит московская литературно-философская группа «Бастион»

## Адаптации
В 2014 году издательство «Аудиокнига», входящее в холдинг «Издательская группа АСТ», записало аудиокнигу по роману. Аудиокнига продолжительностью 9 часов 48 минут вышла на одном CD-диске в серии «Пограничье (аудиокниги)». Текст с музыкальным сопровождением читает Семен Мендельсон